# Dukkha
A dukkha (páli: दुक्ख; szanszkrit: दुःख duḥkha; a nyelvtani hagyományok szerint a dusz-kha "nem könnyű" kifejezésből ered, de Monier-Williams angol tudós szerint vélhetően a "dusz-sztha" prákritizált alakja lehet, amelynek jelentése "kiegyensúlyozatlan, elhalkiíttatlan") páli fogalom, amelyhez számos magyar fogalom párosítható. Általában "szenvedésnek, elégedetlenségnek, nem kielégítő jellegnek" fordítják. A buddhizmusban a létezés három jellemzője közül a dukkha a második (a másik kettő az anatta és az aniccsa), ezen kívül a négy nemes igazság első pontja.

## Jelentése
A klasszikus szanszkrit nyelvben a dukhát gyakran egy nagy, csikorgó fazekas kerékhez hasonlították. A dukha ellentéte a szukha, amely egy szépen és csendben forgó kereket jelentett. Egyéb kultúrákban, amelyekre hatást gyakorolt a buddhizmus, hasonló képekkel jellemezték a dukkha fogalmát. Kínában például egy kissé törött kerekű taligával ábrázolták, amely mindig zökken egyet, amikor a törött részhez ér forgás közben.
Igazából, tényleg csak körülírni lehet, és jelentését tapasztalásokon és figyelmen keresztül lehet megérteni. A dukkha a jelenségek (kellemes és kellemetlen egyaránt) megtapasztalását jelenti. Ez sokszor valóban szó szerint szenvedést jelent, mint pl. a betegség vagy a lelki fajdalom, viszont jelenthet kitörő nevetést vagy tomboló szerelmet is. Ezeket mi ítéljük meg jónak vagy rossznak. A test ítéli meg különböző impulzusként a váratlan katarzisokat és az ijedelmeket egyaránt. Másként éljük ugyan meg őket, más emlékeket raktározunk el belőlük, de ezek mind ugyanúgy mulandóak. Valójában a pozitív dolgok önmagukban hordozzák a rosszat is. Ürességet okoz az öröm elmúlása, és az étel izének megismételhetetlensége folyton újabb vágyat szül a további tapasztalásra. A dukkha ezt mindet jelenti.
Buddha háromféle dukkhát említett:
- Dukkha-dukkha (a szenvedés szenvedése) - a fájdalom, betegség, öregkor, halál, gyász és a velük kapcsolatos fizikális és mentális eredetű szenvedések.
- Viparinama-dukkha (a változás szenvedése) - az aggodalom és a stressz, amit az vált ki, hogy olyan dolgokhoz kötődünk, amelyek folyamatos változásnak vannak kitéve.
- Szankhára dukkha (az alaköltés szenvedése) - a szenvedés, amely a feltételek általi dolgok tulajdonságaihoz van kötve (ide tartoznak a szkandhák (az öt halmaz: forma (rúpa), érzés (védaná), észlelés (szannyá), akarati formációk/mintázatok (szankhára), tudatosság (vinnyána)).

## A létezés három jellemzője
A dukkhát gyakran említik a lét három ismérve között:
- Változás (aniccsa)
- Szenvedés (dukkha)
- Önmagában nem meghatározható Én (anatta)

## Külső hivatkozások
- www.buddhistaegyhaz.hu/tanitasok_kepek/.../buddhizmus_alaptanitas.pdf Buddhista alaptanítások
- A "Dukkha" számos jelentése(angolul)